# Società Polisportiva Giulianova 1974-1975
Questa pagina raccoglie le informazioni riguardanti la Società Polisportiva Giulianova nelle competizioni ufficiali della stagione 1974-1975.

## Rosa
| N. |                   | Ruolo | Calciatore            |
| -- | ----------------- | ----- | --------------------- |
|    | Italia (bandiera) | C     | Arnaldo Bernardini    |
|    | Italia (bandiera) | D     | Arturo Bertuccioli    |
|    | Italia (bandiera) | D     | Luigi Caucci          |
|    | Italia (bandiera) | A     | Roberto Ciccotelli    |
|    | Italia (bandiera) | A     | Stefano Del Nero      |
|    | Italia (bandiera) | A     | Bartolomeo Di Michele |
|    | Italia (bandiera) | D     | Francesco Giorgini    |
|    | Italia (bandiera) | P     | Angelo Giuliani       |
|    | Italia (bandiera) | A     | Oriano Grop           |

| N. |                   | Ruolo | Calciatore          |
| -- | ----------------- | ----- | ------------------- |
|    | Italia (bandiera) | C     | Pasquale Iachini    |
|    | Italia (bandiera) | D     | Ivo Iaconi          |
|    | Italia (bandiera) | C     | Giulio Palazzese    |
|    | Italia (bandiera) | D     | Mauro Perazzini     |
|    | Italia (bandiera) | C     | Marco Tartari       |
|    | Italia (bandiera) | P     | Roberto Terreni     |
|    | Italia (bandiera) | D     | Raffaele Triboletti |
|    | Italia (bandiera) | C     | Roberto Vernisi     |

## Risultati

### Campionato

#### Girone di andata
| 15 settembre 1974 1ª giornata | Grosseto | 2 – 0 | Giulianova |  |

| 22 settembre 1974 2ª giornata | Giulianova | 3 – 0 | Pro Vasto |  |

| 29 settembre 1974 3ª giornata | Riccione | 0 – 1 | Giulianova |  |

| 6 ottobre 1974 4ª giornata | Carpi | 0 – 2 | Giulianova |  |

| 13 ottobre 1974 5ª giornata | Giulianova | 1 – 1 | Ravenna |  |

| 20 ottobre 1974 6ª giornata | Giulianova | 0 – 1 | Spezia |  |

| 27 ottobre 1974 7ª giornata | Modena | 1 – 0 | Giulianova |  |

| 3 novembre 1974 8ª giornata | Giulianova | 0 – 1 | Rimini |  |

| 10 novembre 1974 9ª giornata | Chieti | 2 – 1 | Giulianova |  |

| 17 novese 1974 10ª giornata | Giulianova | 3 – 1 | Novese |  |

| 24 novembre 1974 11ª giornata | Massese | 0 – 1 | Giulianova |  |

| 1 dicembre 1974 12ª giornata | Giulianova | 0 – 0 | Lucchese |  |

| 8 dicembre 1974 13ª giornata | Livorno | 2 – 0 | Giulianova |  |

| 15 dicembre 1974 14ª giornata | Giulianova | 1 – 1 | Pisa |  |

| 22 dicembre 1974 15ª giornata | Giulianova | 0 – 2 | Teramo |  |

| 5 gennaio 1975 16ª giornata | Montevarchi | 0 – 1 | Giulianova |  |

| 12 gennaio 1975 17ª giornata | Giulianova | 2 – 1 | Torres |  |

| 19 gennaio 1975 18ª giornata | Sangiovannese | 0 – 0 | Giulianova |  |

| 26 gennaio 1975 19ª giornata | Giulianova | 0 – 0 | Empoli |  |

#### Girone di ritorno
| 2 febbraio 1975 20ª giornata | Giulianova | 1 – 0 | Grosseto |  |

| 9 febbraio 1975 21ª giornata | Pro Vasto | 0 – 0 | Giulianova |  |

| 16 febbraio 1975 22ª giornata | Giulianova | 1 – 0 | Riccione |  |

| 23 febbraio 1975 23ª giornata | Giulianova | 1 – 0 | Carpi |  |

| 2 marzo 1975 24ª giornata | Ravenna | 1 – 2 | Giulianova |  |

| 9 marzo 1975 25ª giornata | Spezia | 1 – 0 | Giulianova |  |

| 16 marzo 1975 26ª giornata | Giulianova | 1 – 0 | Modena |  |

| 23 marzo 1975 27ª giornata | Rimini | 2 – 2 | Giulianova |  |

| 30 marzo 1975 28ª giornata | Giulianova | 2 – 1 | Chieti |  |

| 13 aprile 1975 29ª giornata | Novese | 2 – 0 | Giulianova |  |

| 20 aprile 1975 30ª giornata | Giulianova | 2 – 0 | Massese |  |

| 27 aprile 1975 31ª giornata | Lucchese | 1 – 1 | Giulianova |  |

| 4 maggio 1975 32ª giornata | Giulianova | 1 – 0 | Livorno |  |

| 11 maggio 1975 33ª giornata | Pisa | 2 – 0 | Giulianova |  |

| 18 maggio 1975 34ª giornata | Teramo | 2 – 1 | Giulianova |  |

| 25 maggio 1975 35ª giornata | Giulianova | 0 – 1 | Montevarchi |  |

| 1 giugno 1975 36ª giornata | Torres | 0 – 0 | Giulianova |  |

| 8 giugno 1975 37ª giornata | Giulianova | 1 – 0 | Sangiovannese |  |

| 15 giugno 1975 38ª giornata | Empoli | 1 – 1 | Giulianova |  |

### Coppa Italia Semiprofessionisti

#### Fase eliminatoria a gironi
| 25 agosto 1974 1ª giornata - Girone 25 | Chieti | 0 – 0 | Giulianova |  |

| 1 settembre 1974 3ª giornata - Girone 25 | Giulianova | 1 – 1 | Teramo |  |

| 4 settembre 1974 4ª giornata - Girone 25 | Giulianova | 2 – 0 | Chieti |  |

| 11 settembre 1974 6ª giornata - Girone 25 | Teramo | 2 – 2 | Giulianova |  |

#### Sedicesimi di finale
| 16 ottobre 1974 Andata | Giulianova | 1 – 1 | Campobasso |  |

| 13 novembre 1974 Ritorno | Campobasso | 2 – 1 | Giulianova |  |

## Giovanili

### Piazzamenti
- Berretti Nazionali:
  - Campionato: Vince il campionato.
- Allievi Nazionali:
  - Campionato: Vince il campionato.